# Susan Speiran
Susan Adams z d. Speiran – kanadyjska skeletonistka.

## Kariera
Pierwszy sukces w karierze osiągnęła 19 stycznia 1997 roku w La Plagne, gdzie zajęła trzecie miejsce w zawodach Pucharu Świata. Wyprzedziły ją tam jedynie Niemka Steffi Hanzlik oraz kolejna Kanadyjka, Michelle Kelly. W kolejnych latach Kanadyjka kilkukrotnie stawała na podium zawodów tego cyklu, jednak nigdy nie zwyciężyła. Najlepsze wyniki osiągnęła w sezonie 1997/1998, kiedy to zajęła trzecie w klasyfikacji generalnej. Uległa jedynie Mai Pedersen-Bieri ze Szwajcarii oraz Steffi Hanzlik. Nigdy nie wystąpiła na mistrzostwach świata ani igrzyskach olimpijskich.